# Domínio (teoria dos anéis)
Em matemática, e mais especificamente em álgebra, um domínio é um anel diferente de zero em que ab = 0 implica a = 0 ou b = 0. (Às vezes, diz-se que um anel como esse "tem a propriedade de produto zero") Equivalentemente, um domínio é um anel em que 0 é o único divisor zero à esquerda (ou equivalentemente, o único divisor zero à direita). Um domínio comutativo é chamado de domínio de integridade. A literatura matemática tem múltiplas variantes da definição de "domínio".

## Exemplos e não exemplos
- O anel Z/6Z não é um domínio, porque as imagens de 2 e 3 neste anel são elementos diferentes de zero com produto 0. Mais geralmente, para um número inteiro positivo n, o anel Z/nZ é um domínio se, e somente se, n for primo.
- Um domínio finito é automaticamente um corpo finito, pelo pequeno teorema de Wedderburn.
- Os quatérnios formam um domínio não comutativo. Mais geralmente, qualquer álgebra de divisão é um domínio, uma vez que todos os seus elementos diferentes de zero são invertíveis.
- O conjunto de todos os quatérnios inteiros é um anel não comutativo que é um subanel dos quatérnios, portanto, um domínio não comutativo.
- Um anel de matrizes Mn(R) para n ≥ 2 nunca é um domínio: se R é diferente de zero, tal anel de matriz tem divisores de zero não nulos e até mesmo elementos nilpotentes diferentes de 0. Por exemplo, o quadrado da matriz unidade E12 é 0.
- A álgebra tensorial de um espaço vetorial, ou equivalentemente, a álgebra de polinômios em variáveis não comutáveis sobre um corpo, {\displaystyle \mathbb {K} \langle x_{1},\ldots ,x_{n}\rangle ,} é um domínio. Isso pode ser provado usando uma ordenação nos monômios não comutativos.
- Se R é um domínio e S é uma extensão de Ore de R, então S é um domínio.
- A álgebra de Weyl é um domínio não comutativo. Na verdade, ela é um domínio pelo teorema abaixo, pois tem duas filtrações naturais, pelo grau da derivada e pelo grau total, e o anel graduado associado para cada uma é isomorfo ao anel dos polinômios em duas variáveis.
- A álgebra envelopante universal de qualquer álgebra de Lie sobre um corpo é um domínio. A prova usa a filtração padrão na álgebra envelopante universal e o teorema de Poincaré-Birkhoff-Witt.

## Construções de domínios
Uma forma de provar que um anel é um domínio é exibindo uma filtração com propriedades especiais.
Teorema: Se R é um anel filtrado cujo anel graduado associado gr(R) é um domínio, então o próprio R é um domínio.
Este teorema precisa ser complementado pela análise do anel graduado gr(R).

## Anéis de grupo e o problema do divisor zero
Suponha que G seja um grupo e K um corpo. O anel de grupo R = K[G] é um domínio? A identidade
{\displaystyle (1-g)(1+g+\ldots +g^{n-1})=1-g^{n},}
mostra que um elemento g de ordem finita n > 1 induz um divisor zero 1 − g em R. O problema do divisor zero pergunta se esta é a única obstrução; em outras palavras,
Dado um corpo K e um grupo G livre de torção, é verdade que K[G] não contém divisores zero?
Nenhum contraexemplo é conhecido, mas o problema permanece aberto em geral (em 2017).
Para muitas classes especiais de grupos, a resposta é afirmativa. Farkas e Snider provaram em 1976 que se G é um grupo policíclico por finito livre de torção e char K = 0 então o anel de grupo K[G] é um domínio. Mais tarde (1980), Cliff removeu a restrição sobre a característica do corpo. Em 1988, Kropholler, Linnell e Moody generalizaram esses resultados para o caso de grupos solúveis livres de torção e solúveis por finitos. O trabalho inicial de Michel Lazard (1965), cuja importância não foi apreciada pelos especialistas na área por cerca de 20 anos, tinha lidado com o caso em que K é o anel de inteiros p-ádicos e G é o p-ésimo subgrupo de congruência de GL(n, Z).

## Espectro de um domínio de integridade
Os divisores zero têm uma interpretação topológica, pelo menos no caso dos anéis comutativos: um anel R é um domínio de integridade se, e somente se, for reduzido e seu espectro Spec R for um espaço topológico irredutível. A primeira propriedade é frequentemente considerada como codificadora de algumas informações infinitesimais, enquanto a segunda é mais geométrica.
Um exemplo: o anel k[x, y]/(xy), em que k é um corpo, não é um domínio, uma vez que as imagens de x e y neste anel são divisores de zero. Geometricamente, isso corresponde ao fato de que o espectro desse anel, que é a união das retas x = 0 y = 0, não é irredutível. Na verdade, essas duas linhas são suas componentes irredutíveis.